# Mouen
Mouen és un municipi francès situat al departament de Calvados i a la regió de Normandia. L'any 2007 tenia 1.282 habitants.

## Demografia

### Població
El 2007 la població de fet de Mouen era de 1.282 persones. Hi havia 460 famílies de les quals 88 eren unipersonals (36 homes vivint sols i 52 dones vivint soles), 128 parelles sense fills, 208 parelles amb fills i 36 famílies monoparentals amb fills.
La població ha evolucionat segons el següent gràfic:
Habitants censats

### Habitatges
El 2007 hi havia 490 habitatges, 475 eren l'habitatge principal de la família, 2 eren segones residències i 13 estaven desocupats. 455 eren cases i 33 eren apartaments. Dels 475 habitatges principals, 402 estaven ocupats pels seus propietaris, 68 estaven llogats i ocupats pels llogaters i 5 estaven cedits a títol gratuït; 1 tenia una cambra, 21 en tenien dues, 67 en tenien tres, 93 en tenien quatre i 293 en tenien cinc o més. 416 habitatges disposaven pel capbaix d'una plaça de pàrquing. A 172 habitatges hi havia un automòbil i a 273 n'hi havia dos o més.

### Piràmide de població
La piràmide de població per edats i sexe el 2009 era:
| Homes | Edats   | Dones |
| ----- | ------- | ----- |
| 0     | 95 o +  | 4     |
| 0     | 90 a 94 | 0     |
| 9     | 85 a 89 | 6     |
| 0     | 80 a 84 | 3     |
| 12    | 75 a 79 | 22    |
| 8     | 70 a 74 | 22    |
| 22    | 65 a 69 | 16    |
| 23    | 60 a 64 | 27    |
| 17    | 55 a 59 | 16    |
| 41    | 50 a 54 | 66    |
| 65    | 45 a 49 | 58    |
| 72    | 40 a 44 | 66    |
| 48    | 35 a 39 | 61    |
| 25    | 30 a 34 | 24    |
| 50    | 25 a 29 | 41    |
| 60    | 20 a 24 | 40    |
| 67    | 15 a 19 | 54    |
| 44    | 10 a 14 | 54    |
| 41    | 5 a 9   | 38    |
| 27    | 0 a 4   | 29    |

## Economia
El 2007 la població en edat de treballar era de 889 persones, 681 eren actives i 208 eren inactives. De les 681 persones actives 643 estaven ocupades (342 homes i 301 dones) i 38 estaven aturades (18 homes i 20 dones). De les 208 persones inactives 73 estaven jubilades, 101 estaven estudiant i 34 estaven classificades com a «altres inactius».

### Ingressos
El 2009 a Mouen hi havia 502 unitats fiscals que integraven 1.351,5 persones, la mediana anual d'ingressos fiscals per persona era de 21.014 €.

### Activitats econòmiques
Dels 52 establiments que hi havia el 2007, 1 era d'una empresa extractiva, 2 d'empreses alimentàries, 1 d'una empresa de fabricació de material elèctric, 6 d'empreses de fabricació d'altres productes industrials, 23 d'empreses de construcció, 6 d'empreses de comerç i reparació d'automòbils, 1 d'una empresa de transport, 1 d'una empresa d'hostatgeria i restauració, 1 d'una empresa immobiliària, 6 d'empreses de serveis, 1 d'una entitat de l'administració pública i 3 d'empreses classificades com a «altres activitats de serveis».
Dels 22 establiments de servei als particulars que hi havia el 2009, 3 eren paletes, 5 guixaires pintors, 4 fusteries, 7 lampisteries, 1 electricista i 2 perruqueries.
L'any 2000 a Mouen hi havia 4 explotacions agrícoles.

## Equipaments sanitaris i escolars
El 2009 hi havia 1 escola maternal i 1 escola elemental.

## Poblacions més properes
El següent diagrama mostra les poblacions més properes.